# Telefon

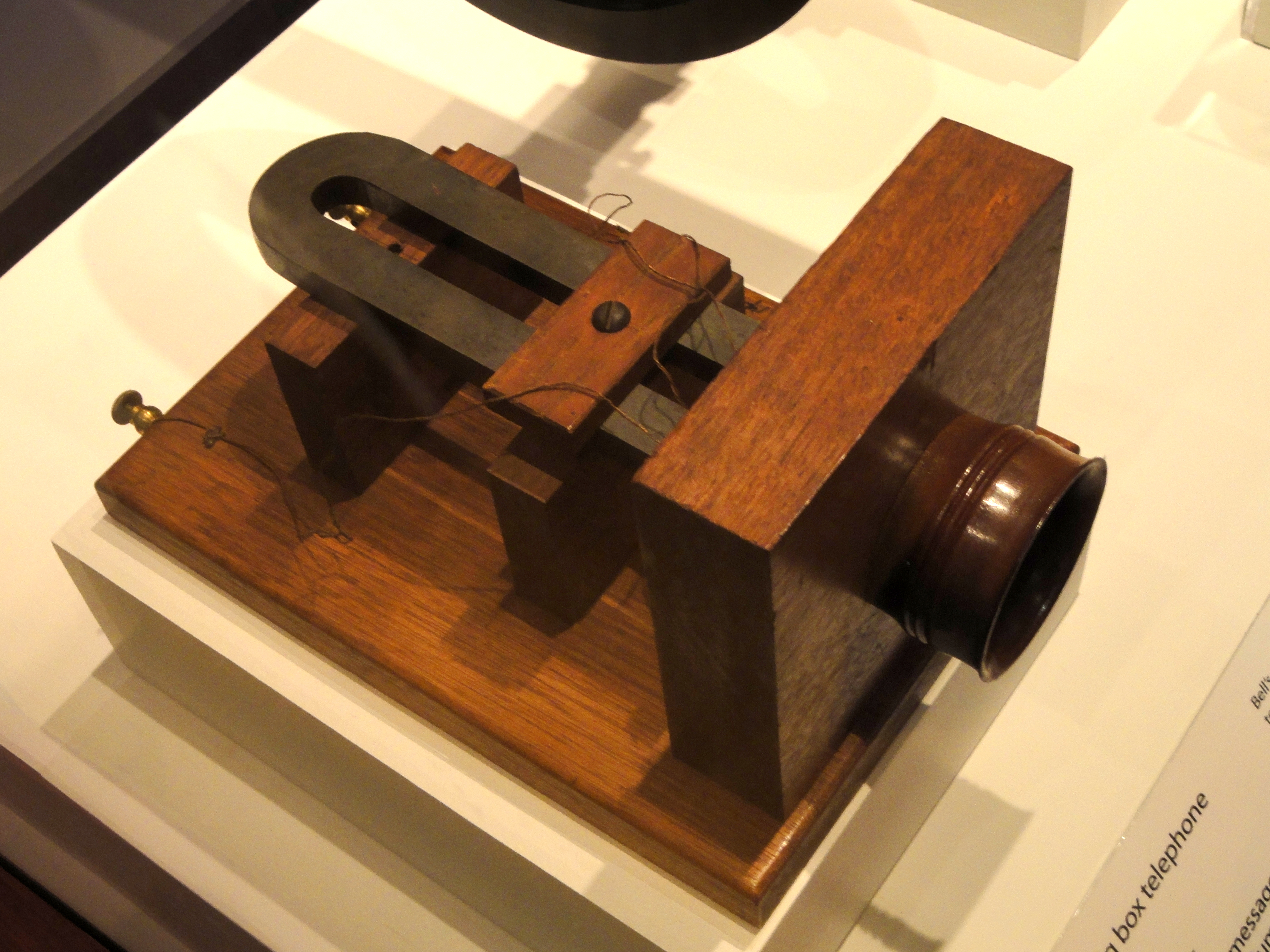
Model telefonu Bella z 1876 roku

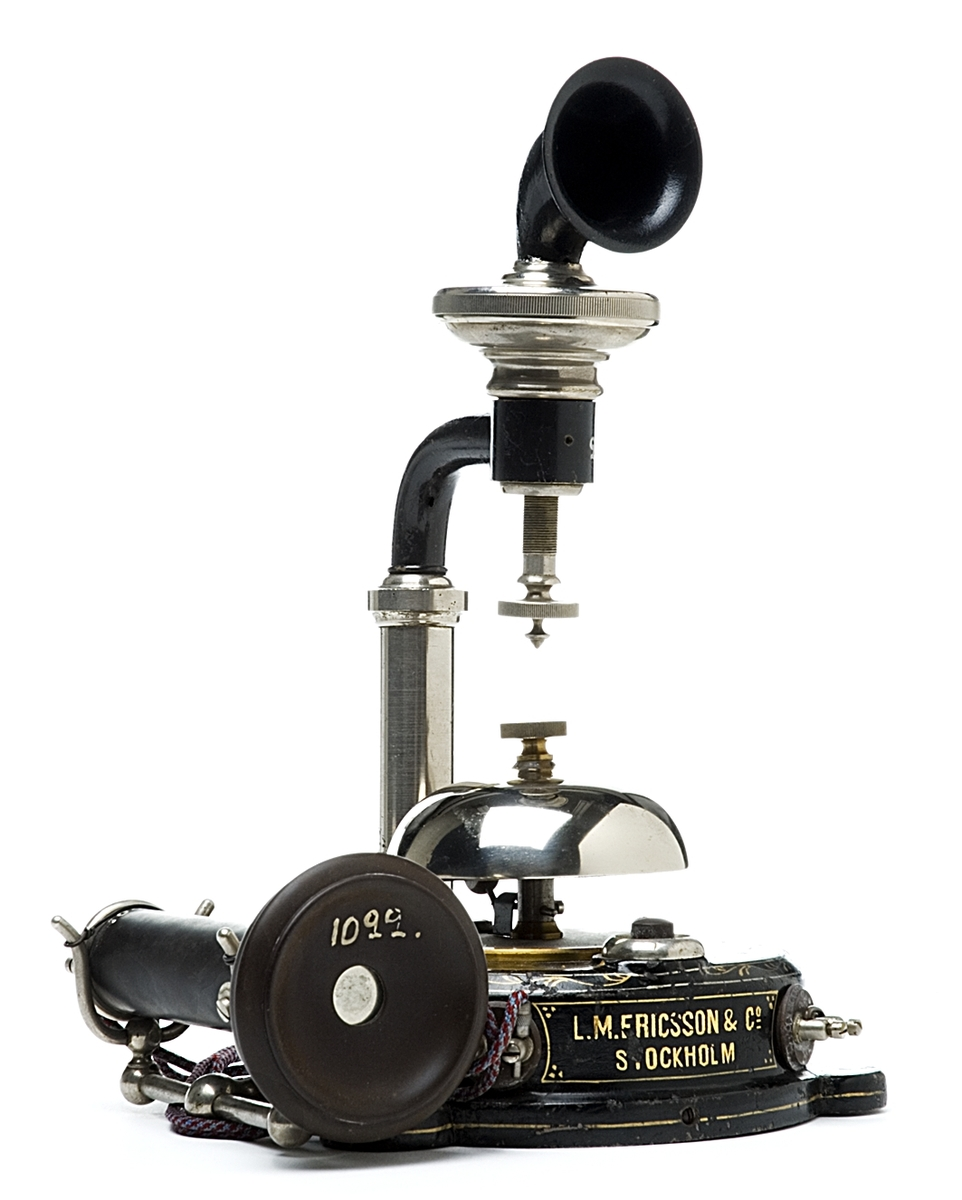
Telefon z 1881 roku

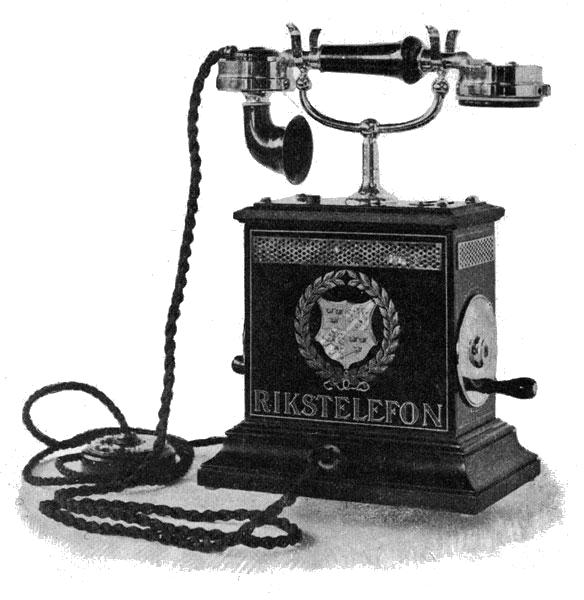
Szwedzki telefon z 1896 roku

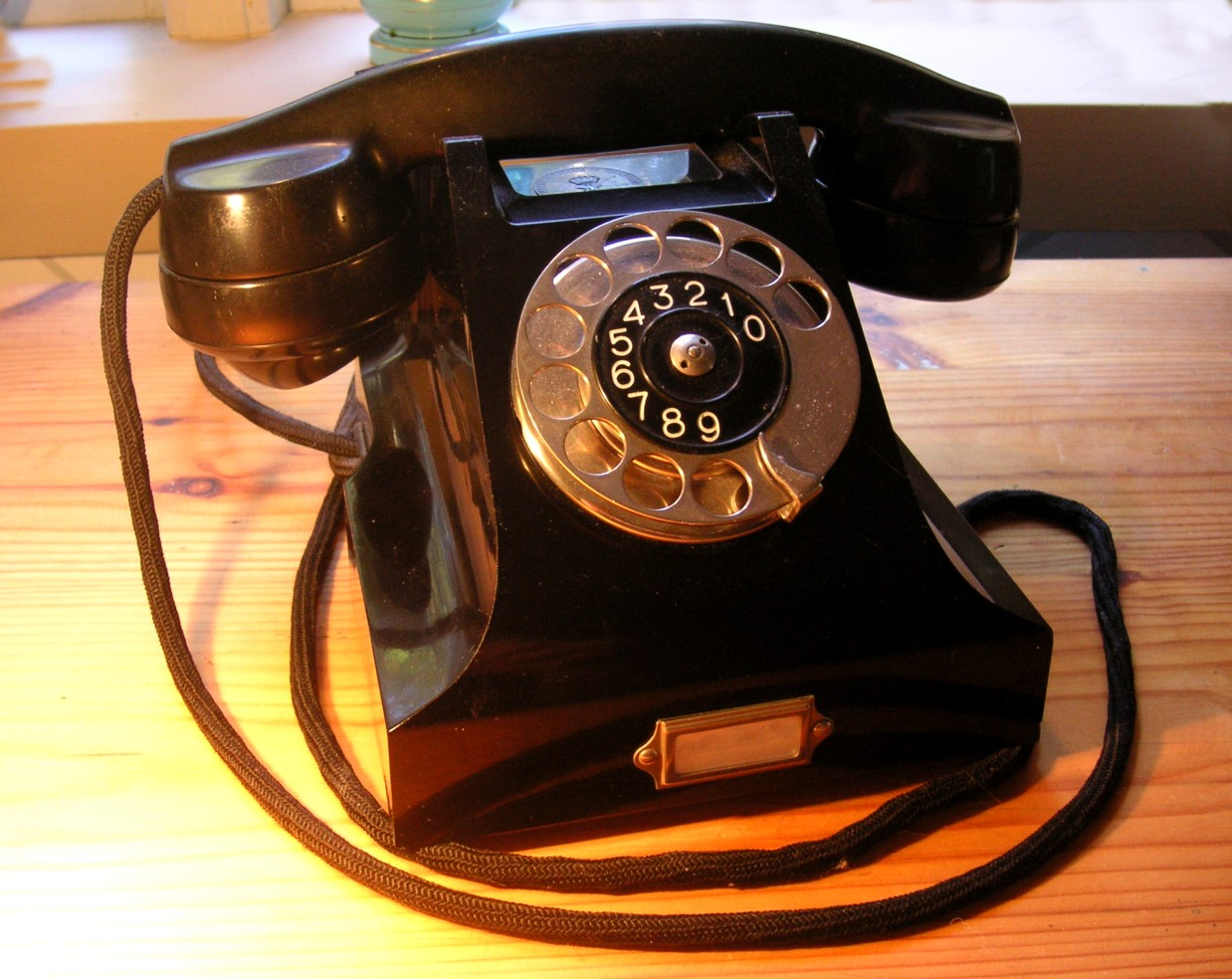
Telefon z bakelitu z tarczą numerową, firmy Ericsson z 1931

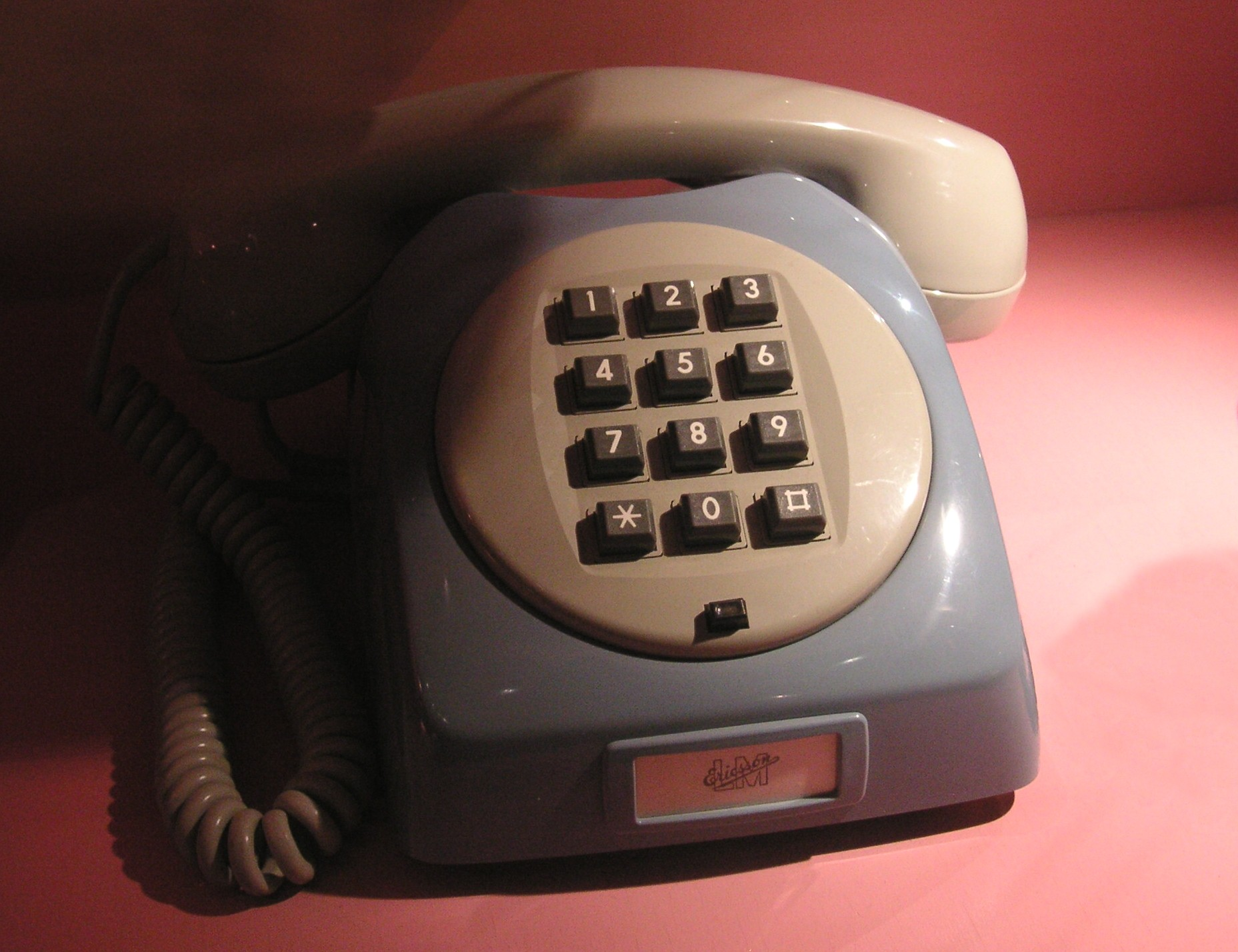
Telefon z klawiaturą z 1969

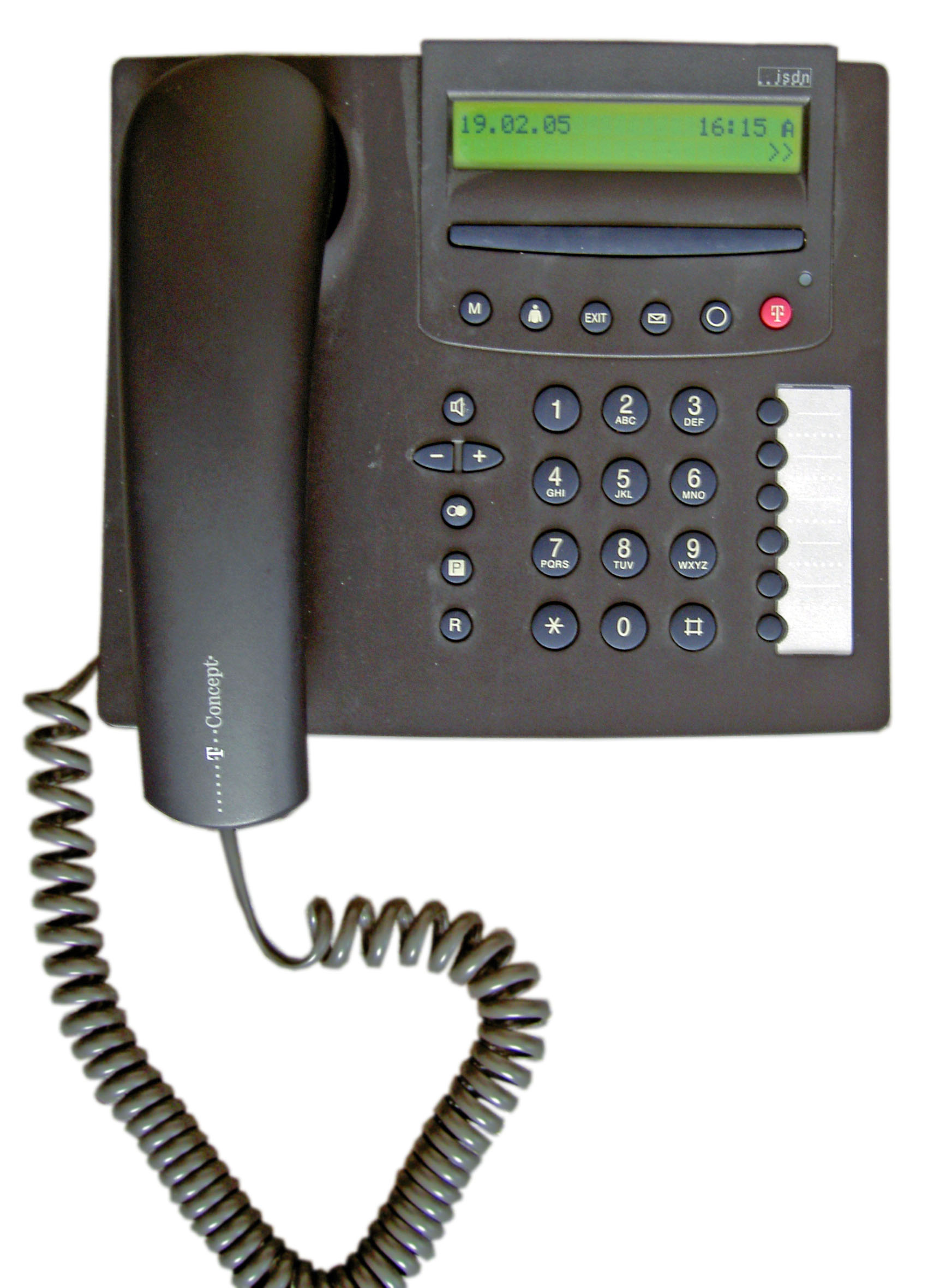
Telefon ISDN

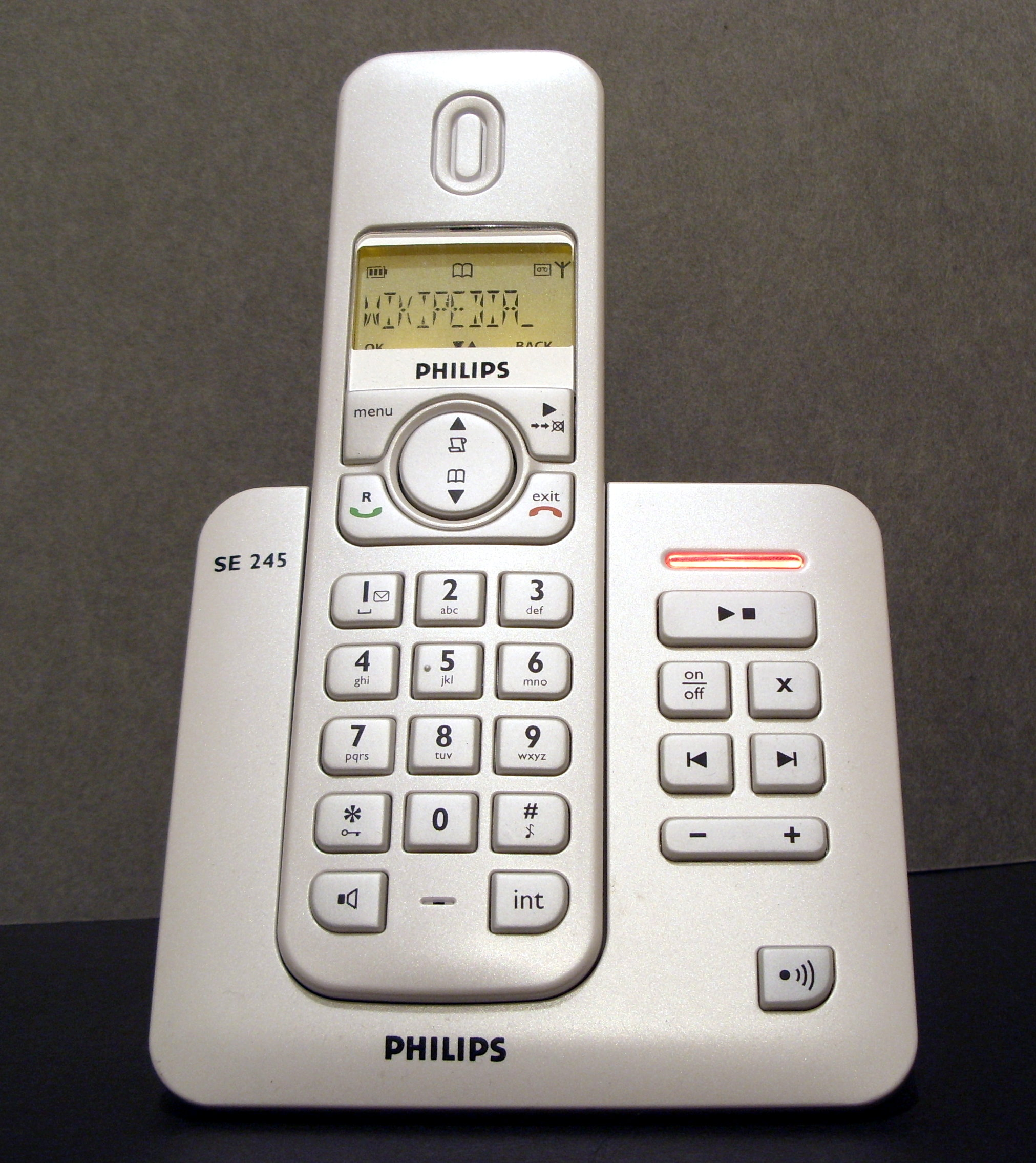
Stacjonarny telefon bezprzewodowy (DECT)

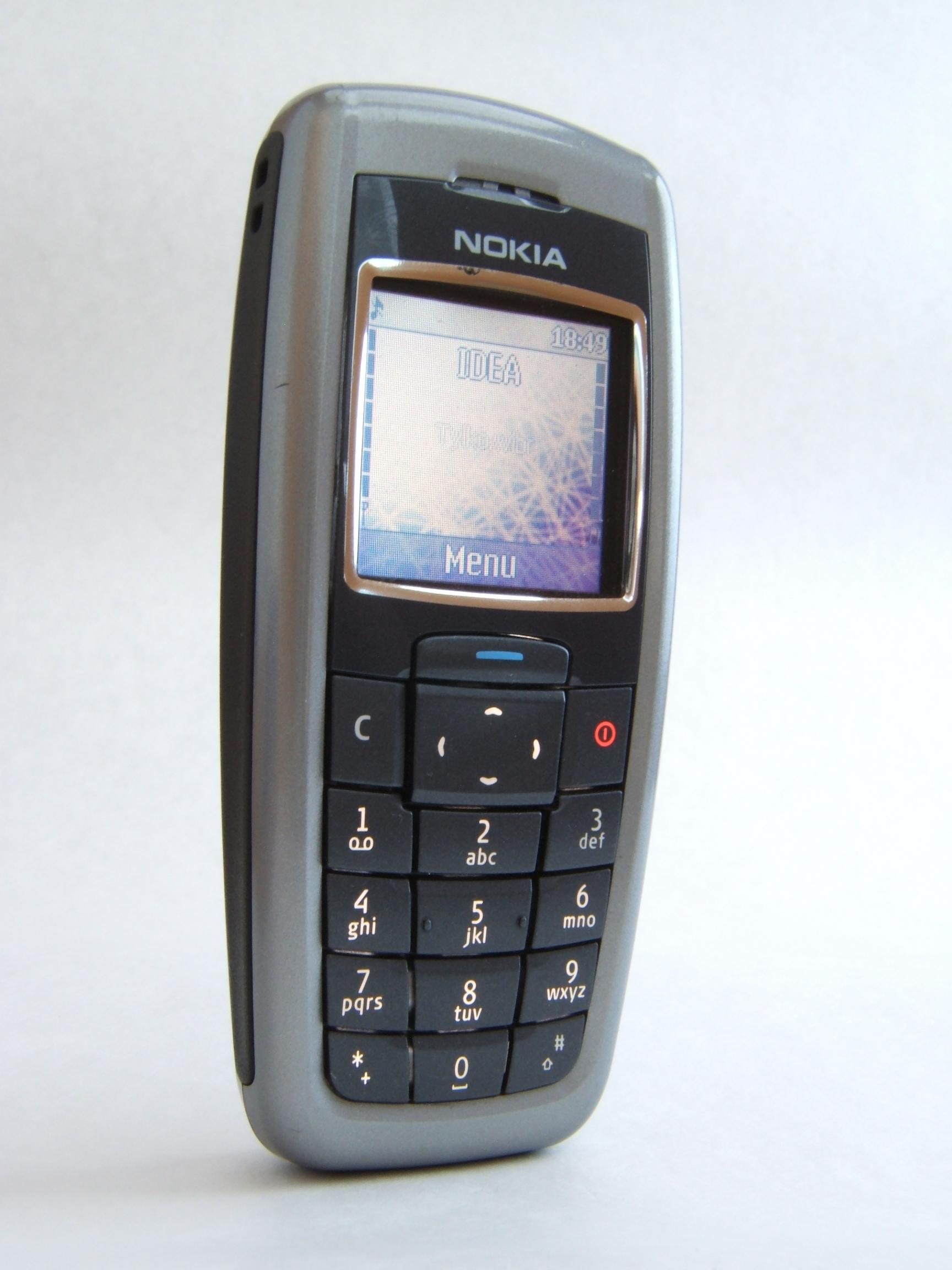
Telefon komórkowy – Nokia 2600

Aparat telefoniczny (również telefon, z gr. τηλέ – „daleko” oraz φωνή – „dźwięk, głos”) – urządzenie końcowe dołączane do zakończenia łącza telefonicznego, służące do przesyłania na odległość i odbioru dźwięków.

## Budowa aparatu telefonicznego
Głównymi częściami aparatu telefonicznego są:
- mikrofon zamieniający dźwięki na sygnały elektryczne;
- słuchawka (lub głośnik) przetwarzająca sygnały elektryczne na dźwięki (mikrofon i słuchawka tworzą zwykle zespół o wspólnej obudowie, zwany mikrotelefonem, a potocznie także słuchawką);
- tarcza numerowa lub klawiatura wytwarzająca sygnały wybiórcze;
- przetwornik akustyczny lub optyczny przywołujący abonenta (dzwonek).

## Historia telefonu
Na podstawie odkryć archeologicznych ustalono, że pierwsze próby rozmowy na odległość stosowane były w dawnych Chinach. Używano do zabawy dwóch metalowych kubków, połączonych ze sobą naprężonym sznurkiem – telefon nitkowy. Już w XVII w. ludzie zaczęli zdawać sobie sprawę z możliwości przesyłania głosu za pośrednictwem metalowego przewodu. Można tego dowieść w prosty sposób, za pomocą dwóch metalowych naczyń połączonych drutem. Z takim urządzeniem eksperymenty przeprowadzał angielski uczony Robert Hooke, któremu udało się skomunikować na odległość 800 m.
Wynalazek telefonu (1877 rok) można porównać do wynalazku koła. Nigdy wcześniej nie było możliwe tak szybkie porozumiewanie się na dalekie odległości w sposób nieograniczonego przesyłania wiadomości za pomocą głosu. Za wynalazcę telefonu uważa się Aleksandra Bella, który pierwszy opatentował ten wynalazek w 1876 roku, lecz koncepcja narodziła się wcześniej. Jedno z pierwszych urządzeń skonstruował Antonio Meucci. Kiedy jego żona zachorowała, Antonio Meucci rozpoczął konstruowanie urządzenia, które umożliwiało zdalną komunikację. W pracy nad wynalazkiem przełomowy był 1857 rok. Włoch posiadał działający prototyp zapewniający połączenie między dwoma pomieszczeniami znajdującymi się na różnych kondygnacjach. W kolejnych latach włoski pionier telekomunikacji udoskonalił swoje odkrycie, które nazwał „teletrofono”. W 1860 roku zaprezentował urządzenie, jednak pierwszy aparat telefoniczny nie został opatentowany z prozaicznego powodu – zgłoszenie patentu było dla włoskiego konstruktora zbyt dużym wyzwaniem finansowym, któremu nie podołał. Podobnych prób dokonywał także Niemiec Philipp Reis.
W roku 1876 dwóch wynalazców, Elisha Gray i Alexander Bell, samodzielnie zaprojektowało swoje telefony. Obaj, w odstępie kilku godzin, zgłosili urządzenia do urzędu patentowego; jako pierwszy opatentował swój telefon Bell. Elisha Gray i Alexander Graham Bell stoczyli bitwę prawną o wynalezienie telefonu; zwycięsko wyszedł z niej Bell.
Telegraf i telefon są zbudowane na bazie przewodów elektrycznych, a sukces telefonu Bella wyniknął bezpośrednio z jego prób udoskonalenia telegrafu.
Pierwszy telefon był konstrukcją inną niż współczesne, gdyż słuchawka i mikrofon nie były ze sobą zespolone. Nadajnik i odbiornik wykorzystywały zjawisko pola elektromagnetycznego. Mikrofon był zbudowany z metalowej membrany, która wytwarzała drgania powstające pod wpływem fal dźwiękowych mówiącego. Drgania, o których mowa, były przekształcane przez elektromagnes. Drugie takie urządzenie, umieszczone w słuchawce, odbierało drgania z niemal identycznej membrany i przekształcało je w dźwięk. Wyjątkowo prosta konstrukcja mikrofonu elektromagnetycznego sprawiała, że początkowo uzyskanie jakości połączenia, którą można było nazwać satysfakcjonującą, wymagało absolutnej ciszy w otoczeniu. Sytuację poprawiło odkrycie Thomasa Edisona, który w 1877 roku opatentował mikrofon węglowy. W tym urządzeniu granulki węgla zmieniały swoją oporność pod wpływem ciśnienia generowanego przez membranę.
Pierwsza faza rozwoju telefonu to połączenie dwóch użytkowników, które było realizowane ręcznie. Operator urządzenia łączył ze sobą dwie linie za pomocą wtyczki i gniazda. Przełomy w rozwoju telefonii nastąpiły wraz z wynalazkiem automatycznej centrali telefonicznej oraz rozbudową publicznych sieci telefonicznych. Rozwiązanie automatycznej centrali opracował w 1889 roku Almon Brown Strowger – amerykański wynalazca i przedsiębiorca. W roku 1896 Bell udoskonalił swój wynalazek – pojawiły się pierwsze telefony z okrągłą tarczą do wybierania numeru. Zmiana systemu wybierania numeru z tarczy na klawiaturę nastąpiła w roku 1963.
Pierwszy telefon w Polsce pojawił się niedługo po opatentowaniu przez Bella jego wynalazku. Próby telefonu Bella przeprowadzono wykorzystując 14-kilometrowy odcinek toru telegrafu kolei warszawsko-wiedeńskiej w roku 1877. Wtedy też zadecydowano o rozpoczęciu budowy oddzielnej linii słupów dla telegrafu i telefonu. W styczniu 1878 roku w Warszawie zorganizowano publiczną prezentację możliwości telefonu; przewody połączyły cukiernię Semadeniego w Ogrodzie Saskim z zakładem optycznym Jakuba Pika przy ul. Niecałej. W roku 1882 zostały uruchomione ręczne centrale telefoniczne w Warszawie i w Łodzi. Pionierami telefonii byli też Polacy. Henryk Machalski (1835–1919) opatentował w 1879 roku mikrofon proszkowy własnej konstrukcji i telefon zbudowany z użyciem tego mikrofonu. Telefonem tym transmitował w 1881 roku koncert z Żółkwi do Lwowa. Julian Ochorowicz w latach 1882–1887, pracując w Paryżu, dokonał wielu ulepszeń konstrukcyjnych telefonu, których część znalazła praktyczne zastosowanie.
Rozwój telefonii następował systematycznie na całym świecie, a liczba aparatów telefonicznych zaczęła być liczona w milionach. W 1965 r. na świecie funkcjonowało 182,5 mln aparatów telefonicznych – ok. dwukrotnie więcej niż 10 lat wcześniej. Najwięcej telefonów miały Stany Zjednoczone (blisko 89 mln), Japonia (ponad 12,2 mln), Wielka Brytania (9,9 mln), RFN (8,1 mln), Związek Radziecki (7,2 mln) i Kanada (7,0 mln). Podawano, że jedynie dwa kraje (Bhutan i Malediwy) w ogóle nie posiadały wówczas telefonów.
Pierwszy publicznie dostępny wideotelefon powstał w 1936 roku w Niemczech z okazji olimpiady i był w urzędach pocztowych w Berlinie i w Lipsku.
Prace nad telefonem bezprzewodowym trwały od lat 40. XX wieku. W 1956 roku firma Ericsson ze Szwecji opatentowała pierwszy telefon komórkowy. Urządzenie bardziej przypominało walizkę ze słuchawką niż obecne modele telefonów, które mieszczą się w kieszeni.
Pierwszy mobilny telefon opracowała w 1973 roku amerykańska firma Motorola. DynaTAC – Dynamic Adaptive Total Area Coverage to model, który zrewolucjonizował rynek telefonów i zapoczątkował modę na miniaturyzację w tej branży. Dla konstruktorów Motoroli inspiracją był komunikator z filmu „Star Trek”. Urządzenie zaprezentował wynalazca dr. Martin Cooper. Prezentacji dokonał w Nowym Jorku 3 września 1973 roku. 10 lat później zmodyfikowana wersja telefonu DynaTAC trafiła na rynek z ceną sprzedaży 4 tys. dolarów. Mimo wysokiej ceny i ograniczenia połączeń tylko w centrum Chicago, chętnych do zakupu DynaTAC nie brakowało. W 1984 roku firma sprzedała 12 tys. egzemplarzy.
Pierwsze telefony komórkowe pracowały w analogowych systemach AMPS i NMT. Przełom to wdrożenie standardu cyfrowego. W Europie i Stanach Zjednoczonych równolegle pracowano nad niezależnymi rozwiązaniami – GSM i CDMA. Po wdrożeniu regulacji dla połączeń cyfrowych w 1993 roku, nastąpił rozkwit branży telekomunikacyjnej i użytkowników telefonów komórkowych przybywało w tempie wyznaczanym przez możliwości produkcyjne firm telekomunikacyjnych.
Koniec XX wieku to znaczący rozwój technologii półprzewodników. Matryca dotykowa pierwszy raz została zastosowana w komórce w 1992 roku. Udało się tego dokonać korporacji IBM we współpracy z firmą Bellsouth. Pierwszym modelem telefonu obsługiwanym przez dotyk był model Simon, całkowicie pozbawiony fizycznej klawiatury. Do wybierania numeru służyły wirtualne przyciski wyświetlane na monochromatycznym ekranie. To urządzenie – niesamowicie innowacyjne – było wyposażone w szereg przydatnych funkcji, jak kalkulator, kalendarz, zegar, notatnik. Oprócz nawiązywania połączeń głosowych, model Simon umożliwiał też wysyłanie e-maili. Można zatem założyć, że IBM ze swoim pierwszym telefonem dotykowym, rozpoczął następną wielką rewolucję w konstruowaniu współczesnych telefonów – smartfonów.
Powstanie telefonu komórkowego wiąże się z wynalezieniem układów scalonych, co spopularyzowało bezprzewodową łączność radiotelefoniczną. Działa ona na zasadzie centrali, która wysyła sygnały nadawczo-odbiorcze do szeregu podstacji, obsługujących lokalnie posiadaczy telefonów komórkowych w swoim zasięgu działania. Istniejące od początku lat osiemdziesiątych przesyłały dźwięki zapisane w sposób analogowy (NMT). Po opracowaniu cyfrowego systemu łączności (GSM), telefonia komórkowa była najdynamiczniej rozwijającym się działem gospodarki światowej. W obecnym czasie upowszechniają się również telefony III generacji (UMTS, 3G), umożliwiające nie tylko łączność wizyjną z rozmówcą, ale także wykonywanie przy pomocy aparatu operacji bankowych, oglądanie telewizji, komfortową łączność z Internetem, czy też obsługę domowych urządzeń.

## Rodzaje telefonów
- telefon stacjonarny – związany na stałe z konkretnym miejscem, w którym jest zainstalowany;
  - telefon stacjonarny bezprzewodowy – telefon komunikujący się przy użyciu fal radiowych ze stacją bazową, podłączoną do sieci telefonicznej i elektrycznej.
- telefon komórkowy – rodzaj aparatu telefonicznego, komunikującego się z siecią naziemną przy użyciu fal radiowych;
- telefon satelitarny – wykorzystujący sztuczne satelity Ziemi;
- telefon internetowy lub telefon IP – typ aparatu telefonicznego, który w przeciwieństwie do tradycyjnych aparatów, nie jest podłączany do zwykłej linii telefonicznej, lecz bezpośrednio do sieci komputerowej (wykorzystuje technologię VoIP).